# Bernay-Neuvy-en-Champagne
Bernay-Neuvy-en-Champagne é uma comuna francesa na região administrativa do País do Loire, no departamento de Sarthe. Estende-se por uma área de 25.13 km². Em 2010 a comuna tinha 925 habitantes (densidade: 36,8 hab./km²).